# 박준서 (축구 선수)
박준서(朴俊誓, 2004년 4월 26일 ~ )은 대한민국의 축구 선수로, 포지션은 센터백이다. 현재 K리그2 화성 FC 소속이다.